# Yinentulus paedocephalus
Yinentulus paedocephalus är en urinsektsart som beskrevs av Sören Ludvig Paul Tuxen 1986. Yinentulus paedocephalus ingår i släktet Yinentulus och familjen lönntrevfotingar. Inga underarter finns listade i Catalogue of Life.